# Messerschmitt Me 209 (1943)
Tên gọi Me 209 của Messerschmitt trong thực tế được sử dụng cho hai dự án riêng biệt trong giai đoạn Thế Chiến II. Dự án thứ nhất, kiểu Me 209, là một máy bay đua một động cơ từng lập kỷ lục thế giới mà không có dự định áp dụng vào hoạt động quân sự. Dự án thứ hai, kiểu Me 209-II được mô tả trong bài này, là một đề nghị phiên bản nâng cao dựa trên kiểu máy bay rất thành công Messerschmitt Bf 109 vốn phục vụ như là máy bay tiêm kích hàng đầu cho Không quân Đức trong suốt Thế Chiến II.

## Thiết kế và phát triển
Dự án Me 209 thứ hai nảy sinh vào năm 1943 khi Willy Messerschmitt đề nghị một phiên bản được cải biến đáng kể từ kiểu máy bay rất thành công nhưng già cỗi Bf 109 của ông. Chiếc Me 209 sẽ phải cạnh tranh cùng hai kiểu máy bay tiêm kích tính năng cao Fw 190D-9 và Ta 152 của hãng Focke-Wulf. Giống như những phiên bản nâng cao trên các thiết kế của Kurt Tank, chiếc máy bay mới Me 209 chia sẻ hầu hết khung động cơ với một kiểu mẫu đáng tin cậy, trong trường hợp này là kiểu Bf 109G. Điều này đánh dấu một sự khởi đầu từ chiếc Me 209 thứ nhất bị thất bại, và sau đó là dự án Me 309 vốn là một thiết kế hoàn toàn mới.
Thật không may cho nhóm thiết kế, loại động cơ DB 603 được đề nghị cho chiếc Me 209 lại bị thiếu hụt và họ buộc phải sử dụng kiểu động cơ Jumo 213E vốn cung cấp động lực kém hơn. Chiếc Me 209 có một phần đuôi mới, bộ càng đáp có vệt bánh rộng, đuôi cao hơn, và một bộ tản nhiệt hình vành khăn làm cho động cơ nhìn bên ngoài giống như một động cơ bố trí hình tròn. Tuy nhiên, tương tự như dự án Me 209 nguyên thủy, các cải tiến liên tục nối tiếp nhau đã làm suy yếu mục tiêu ban đầu. Trong trường hợp này là chế tạo một chiếc máy bay tiêm kích vượt trội càng giống kiểu Bf 109G Gustav đang có càng tốt.
Khi dự án tiến triển, chiếc Me 209 tiến triển từ một phiên bản nâng cao đơn giản của chiếc Bf 109 thành một khung máy bay ngày càng không tương thích. Kiểu Me 209 V5 trang bị một pháo MK 108 và hai súng máy MG 131 trên gốc cánh. Kiểu V6 là phiên bản đầu tiên chuyển sang sử dụng loại động cơ Jumo 213 và trang bị súng máy MG 151/20 thay cho loại MG 131. Kiểu Me 209H V1 là một phiên bản tầm cao với cánh được kéo dài và quay lại sử dụng động cơ DB 603.

## Thử nghiệm
Cho dù có những phiên bản khác nhau sản sinh, chương trình bị kết thúc nhanh chóng khi chiếc nguyên mẫu Me 209 V5 bay chuyến bay đầu tiên vào cuối năm 1944. Nó bay chậm hơn 50 km/h (31 dặm mỗi giờ) so với kiểu máy bay Fw 190D đang sẵn có và không cải thiện gì thêm trên các tính năng điều khiển. Sau cuộc trình diễn đáng thất vọng, dự án Me 209 bị hủy bỏ; và với nó cũng kết thúc nỗ lực cuối cùng của Messerschmitt nhằm chế tạo một kiểu máy bay tiêm kích động cơ piston tính năng cao.

## Đặc điểm kỹ thuật (Me 209 V5)

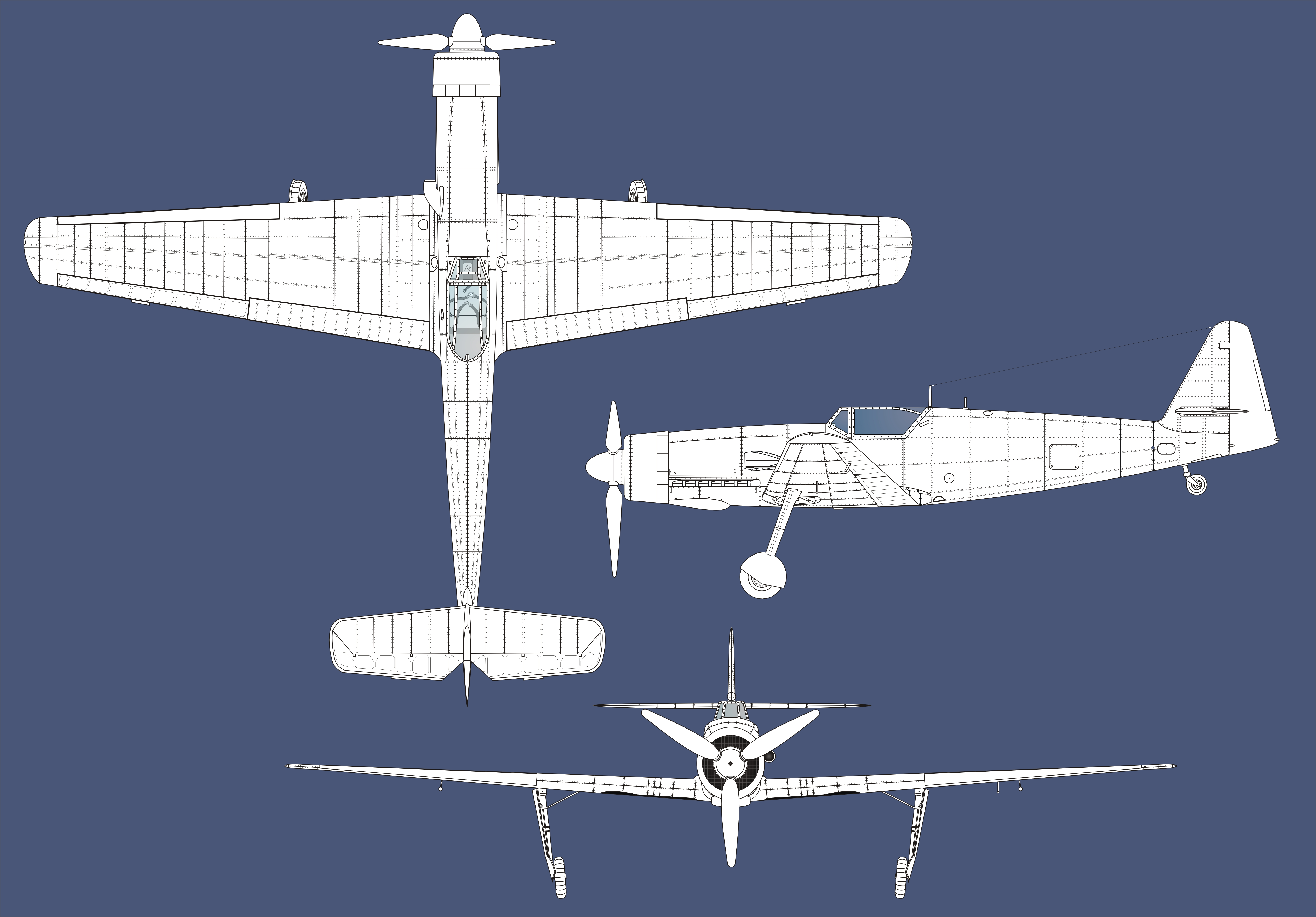
Hình chiếu 3 chiều chiếc Me 209

### Đặc tính chung
- Đội bay: 01 người
- Chiều dài: 9,74 m (31 ft 11 in)
- Sải cánh: 10,95 m (35 ft 11 in)
- Chiều cao: 4,00 m (13 ft 1 in)
- Diện tích bề mặt cánh: 17,2 m² (185 ft²)
- Lực nâng của cánh: 238 kg/m² (49 lb/ft²)
- Trọng lượng không tải: 3.339 kg (7.346 lb)
- Trọng lượng có tải: 4.085 kg (8.987 lb)
- Động cơ: 1 x động cơ Daimler-Benz DB 603 bố trí chữ V ngược làm mát bằng nước, công suất 1.900 mã lực (1.397 kW)

### Đặc tính bay
- Tốc độ lớn nhất: 678 km/h (423 mph)
- Trần bay: 11.000 m (36.080 ft)
- Tỉ lệ công suất/khối lượng: 0,36 kW/kg (0,22 hp/lb)

### Vũ khí
- 1 x pháo MK 108 30 mm
- 2 x súng máy MG 131 13 mm

## Nội dung liên quan

### Máy bay liên quan
- Messerschmitt Bf 109
- Messerschmitt Me 209
- Messerschmitt Me 309
- Messerschmitt Me 409
- Messerschmitt Me 509
- Messerschmitt Me 609

### Trình tự thiết kế
Si 204 - Fw 206 - Me 208 - Me 209/Me 209-II - Me 210 - Hü 211/Ta 211 - Do 212

### Danh sách liên quan
- Danh sách máy bay chiến đấu
- Danh sách máy bay quân sự Đức Quốc